# Мацубара, Масаюки
Масаюки Мацубара (яп. 松原 正之 Мацубара Масаюки, р.7 февраля 1939) — японский борец вольного стиля, призёр Олимпийских игр.
Масаюки Мацубара родился в 1939 году в префектуре Мияги, окончил Университет Нихон.

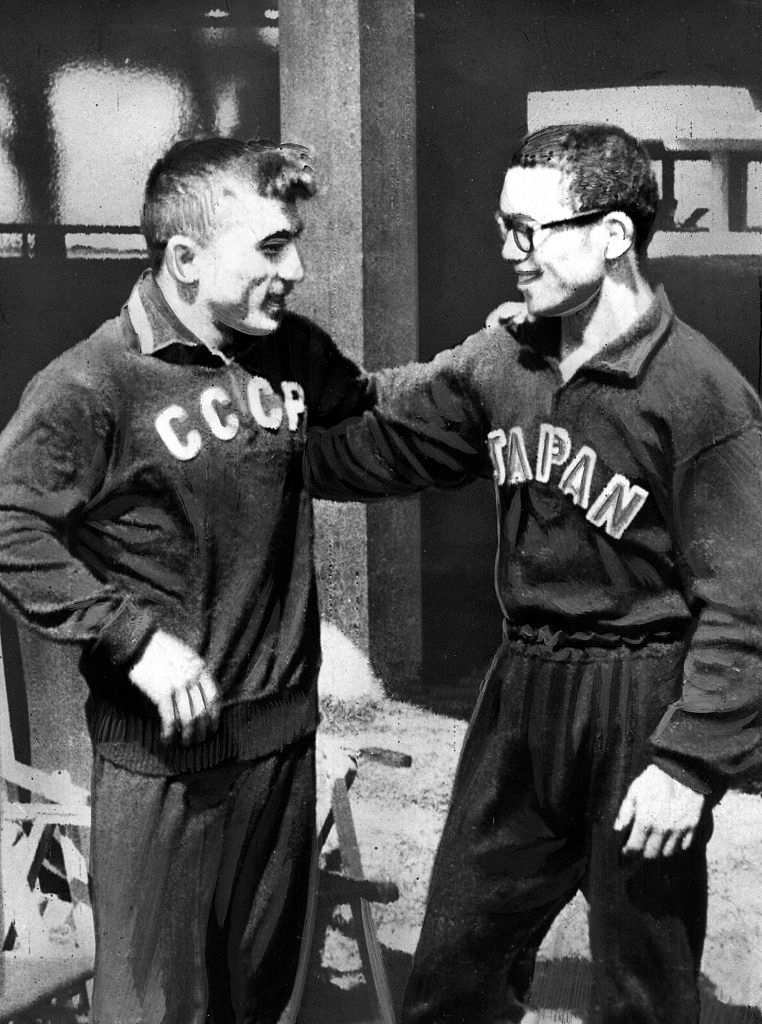
Масаюки Мацубара и Али Алиев, 1960

В 1960 году на Олимпийских играх в Риме Масаюки Мацубара стал обладателем серебряной медали в весовой категории до 52 кг. В 1961 году он принял участие в чемпионате мира, но занял там лишь пятое место.